# Enschedese Boys in het seizoen 1958/59
Het seizoen 1958/1959 was het vijfde jaar in het bestaan van de Enschedese betaaldvoetbalclub Enschedese Boys. De club kwam uit in de Tweede divisie B en eindigde daarin op de derde plaats. In het toernooi om de KNVB beker bereikte de club de vierde ronde.

## Wedstrijdstatistieken

### Tweede divisie B
|       | Be Quick | Go Ahead | Heerenveen | N.E.C. | Oldenzaal | Oosterparkers | PEC   | Rheden | Tubantia | Veendam | Velocitas | Zwartemeer | Zwolsche Boys |
| ----- | -------- | -------- | ---------- | ------ | --------- | ------------- | ----- | ------ | -------- | ------- | --------- | ---------- | ------------- |
| Thuis | 1 – 1    | 2 – 1    | 6 – 0      | 2 – 1  | 1 – 3     | 2 – 3         | 4 – 2 | 1 – 0  | 1 – 0    | 2 – 0   | 0 – 0     | 0 – 0      | 1 – 3         |
| Uit   | 4 – 1    | 1 – 1    | 2 – 1      | 0 – 2  | 2 – 1     | 1 – 4         | 0 – 5 | 3 – 1  | 1 – 1    | 1 – 0   | 0 – 5     | 2 – 0      | 0 – 3         |

### KNVB Beker
| 1e ronde                                   | Enschedese Boys                                               | 4 – 1         | WVC                                   |
| 1 januari 1959 Plaats: Enschede Heekpark   | Pierre Kerkhoffs –', –' Jan Verhoeven –', –'                  |               | Johan Luikenhuis                      |
| 2e ronde                                   | Heracles                                                      | 0 – 2 (0 – 2) | Enschedese Boys                       |
| 30 april 1959 Plaats: Almelo Bornsestraat  |                                                               |               | 9' Jan Verhoeven 27' Pierre Kerkhoffs |
| 3e ronde                                   | Enschedese Boys                                               | 1 – 0 (0 – 0) | Hengelo                               |
| 10 mei 1959 Plaats: Enschede Heekpark      | Gerrit Nijsink 75'                                            |               |                                       |
| 4e ronde                                   | VVV                                                           | 7 – 1 (3 – 0) | Enschedese Boys                       |
| 28 mei 1959 Plaats: Venlo Stadion De Kraal | Herman Teeuwen –', –', –', –' Hans Sleven Jan Klaasens –', –' |               | Pierre Kerkhoffs                      |

## Statistieken Enschedese Boys 1958/1959

### Eindstand Enschedese Boys in de Nederlandse Tweede divisie B 1958 / 1959
| Stand | Gespeeld | Gewonnen | Gelijk | Verloren | Punten | Doelpunten voor | Doelpunten tegen |
| ----- | -------- | -------- | ------ | -------- | ------ | --------------- | ---------------- |
| 3e    | 26       | 12       | 6      | 8        | 30     | 50              | 31               |

### Topscorers
| #              | Naam                       | Goal |
| -------------- | -------------------------- | ---- |
| 1.             | Pierre Kerkhoffs           | 15   |
| 2.             | Gerrit Nijsink             | 11   |
| 3.             | Henk Leusink               | 8    |
| 4.             | Theo Kalter                | 5    |
| 4.             | Jan Verhoeven              | 5    |
| 6.             | Theo Albers                | 2    |
| 7.             | Herman ter Horst           | 1    |
| Eigen doelpunt |                            |      |
| –              | Henk Hielkema (Heerenveen) | 1    |
| Totaal         | Totaal                     | 50   |

| #      | Naam             | Goal |
| ------ | ---------------- | ---- |
| 1.     | Pierre Kerkhoffs | 4    |
| 2.     | Jan Verhoeven    | 3    |
| 3.     | Gerrit Nijsink   | 1    |
| Totaal | Totaal           | 8    |

### Punten per speelronde
| Speelronde | 1 | 2 | 3 | 4 | 5 | 6 | 7 | 8 | 9 | 10 | 11 | 12 | 13 | 14 | 15 | 16 | 17 | 18 | 19 | 20 | 21 | 22 | 23 | 24 | 25 | 26 |
| ---------- | - | - | - | - | - | - | - | - | - | -- | -- | -- | -- | -- | -- | -- | -- | -- | -- | -- | -- | -- | -- | -- | -- | -- |
| Punten     | 1 | 0 | 0 | 0 | 1 | 2 | 0 | 2 | 2 | 2  | 2  | 2  | 0  | 2  | 2  | 1  | 2  | 2  | 0  | 1  | 1  | 2  | 0  | 2  | 1  | 0  |

### Punten na speelronde
| Speelronde | 1 | 2 | 3 | 4 | 5 | 6 | 7 | 8 | 9 | 10 | 11 | 12 | 13 | 14 | 15 | 16 | 17 | 18 | 19 | 20 | 21 | 22 | 23 | 24 | 25 | 26 |
| ---------- | - | - | - | - | - | - | - | - | - | -- | -- | -- | -- | -- | -- | -- | -- | -- | -- | -- | -- | -- | -- | -- | -- | -- |
| Punten     | 1 | 1 | 1 | 1 | 2 | 4 | 4 | 6 | 8 | 10 | 12 | 14 | 14 | 16 | 18 | 19 | 21 | 23 | 23 | 24 | 25 | 27 | 27 | 29 | 30 | 30 |

### Doelpunten per speelronde
| Speelronde | 1 | 2 | 3 | 4 | 5 | 6 | 7 | 8 | 9 | 10 | 11 | 12 | 13 | 14 | 15 | 16 | 17 | 18 | 19 | 20 | 21 | 22 | 23 | 24 | 25 | 26 | Totaal |
| ---------- | - | - | - | - | - | - | - | - | - | -- | -- | -- | -- | -- | -- | -- | -- | -- | -- | -- | -- | -- | -- | -- | -- | -- | ------ |
| Doelpunten | 0 | 2 | 1 | 1 | 1 | 6 | 0 | 2 | 2 | 2  | 5  | 1  | 1  | 5  | 4  | 1  | 3  | 1  | 1  | 0  | 1  | 2  | 0  | 4  | 3  | 1  | 50     |